# Reino de Kent
El Reino de Kent fue un reino del sudeste de la Inglaterra medieval fundado por los invasores jutos en una fecha imprecisa del siglo V, tras la retirada de los romanos de la isla de Britania. Fue uno de los estados principales de la denominada Heptarquía anglosajona, periodo de la historia inglesa entre los siglos V y IX, aunque algunas características peculiares de Kent lo separan de los demás reinos coetáneos. Fue el primer reino en establecerse y lo hizo de modo más o menos pacífico a diferencia del, a veces, sanguinario establecimiento de sus belicosos vecinos anglo-sajones. También fue el primer reino de la Heptarquía en adoptar el cristianismo y ser el único de ellos que poseía dos obispados. Fue el único reino juto importante entre el conglomerado de estados sajones y anglos, y conservó un gran porcentaje de población britona. El propio nombre del reino es significativo, pues adoptó el nombre del pueblo invadido, los Cantiacos, y no el del invasor, como ocurrió en el resto de la isla.

## Orígenes del Reino de Kent
Los orígenes del Reino de Kent son bastante oscuros y la leyenda atribuye su fundación a los hermanos Hengest y Horsa que fueron contratados como mercenarios por el legendario rey de los britones Vortigern. Aunque este hecho es tradicionalmente reconocido como el comienzo de la invasión anglo-sajona, las fuentes no se ponen de acuerdo en muchos de sus aspectos.
Gildas
Excidio Britanniae del siglo VI
Gildas no menciona el nombre de los líderes, simplemente señala en sus lamentos que Vortigern llamó a los sajones para defenderse de los pictos y de cómo estos cayeron “como lobos sobre un rebaño de ovejas” y así comenzó le ruina de la isla.

Sellaron la condenación de Britania invitando entre ellos (como lobos dentro de un rebaño), a los impíos y fieros sajones, una raza dañina tanto para dioses como para hombres, para repeler las invasiones de las naciones del norte. Nunca nada fue tan pernicioso para nuestro país, nada más desafortunado. ¡Qué palpable oscuridad debió cubrir su desesperada y cruel mente oscurecida! A aquella gente que, cuando no estaba, se la temía más que a la misma muerte, se la invitó a residir, como si se dijese, bajo el mismísimo techo.
Gildas Sapiens. De Excidio Britanniae.

Beda
Historia ecclesiatica gentis Anglorum del siglo VIII.
En ella se dice que Hengist y Horsa eran los caudillos de un ejército formado por anglos, sajones y jutos. Horsa fue muerto en batalla contra los britones y fue enterrado en el este de Kent, donde un monumento recordaba su nombre y que aún existía en el tiempo de Beda. Hace una genealogía de los hermanos diciendo que eran hijos de Wictgils hijo de Witta hijo de Woden, y que a su vez Hengist era padre de Oeric, el cual le acompañó a Britania.
Anales The Anglo-Saxon Chronicle,

Es una recopilación de anales realizada finales del siglo IX.

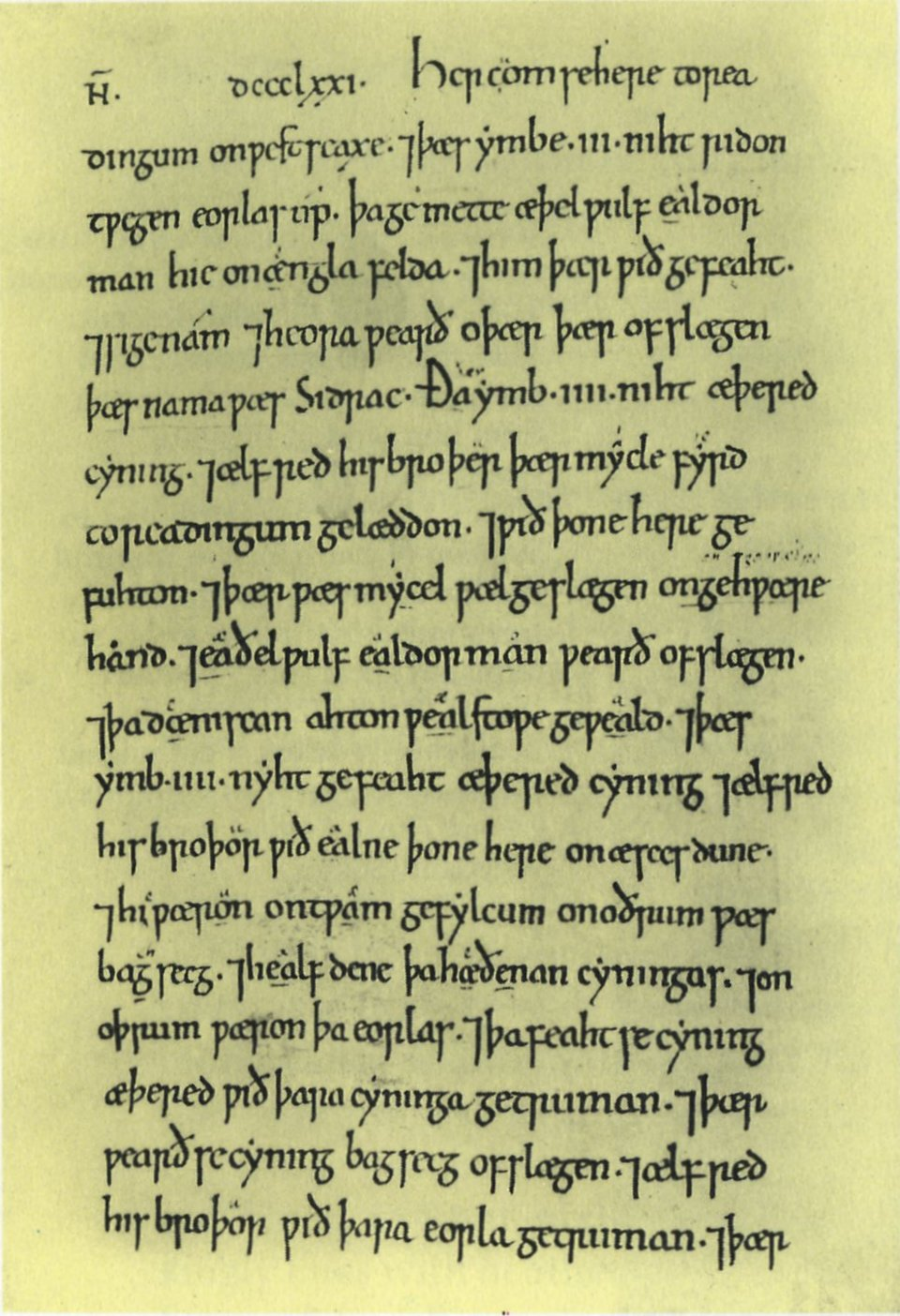
Anglo-Saxon Chronicle (ASC), manuscrito del 871

En la entrada del año 449 dice que Hengest y Horsa invitados por Vortingern para luchar contra los pictos llegan a Kent en un lugar llamado Ipwinesfleet. Vencen en la batalla y viendo la debilidad de los britones y las riquezas de las tierras hacen llamar a anglos y sajones que invaden Britania. En la genealogía de los hermanos añade a un tal Wecta padre de Witta e hijo de Woden.
En el año 455 los hermanos luchan con Vortigern en Aylesford donde Horsa muere. Hengest y su hijo Esc reinan en Kent.
En el año 457 Hengist y Esc se enfrentan a Caryford a cuatro mil britones a los que hacen huir hasta Londres.
En el año 465 derrotan a doce líderes galeses en Wippedfleet
En el 475 toman un “inmenso botín” luchando contra los galeses
En el 488 Esc hereda el reino y gobierna durante veinticuatro inviernos
Nennio
Historia Brittonum atribuida a Nennio, del siglo IX.
Durante el reinado de Vortigern tres naves de exiliados de Germania llegan a Britania mandadas por Horsa y Hengist (y expone su genealogía). Fueron recibidos como amigos y se le entregó la Isla de Thanet, después de vivir algún tiempo allí, Vortigern les prometió ropa y provisiones con la condición de que lucharan contra sus enemigos. Los britanos ven crecer el número de bárbaros y les dicen que no les necesitan más y que se vuelvan, pero Hengist manda llamar a más, incluida su hija. Prepara una fiesta, embellece a su hija y emborracha a Vortigern, que cae enamorado de la joven. El rey britón le pide la mano de su padre y este a cambio le pide el reino de Ceint a lo cual el britón accede. La cesión se hace sin el conocimiento del rey (virrey?) de Ceint, Guoyrancgonus (o Gwyrangon). Hengist trae a Britania a sus hijos Ochta y Ebissa que llegan con cuarenta barcos a luchar contra los pictos y asaltan las islas Orcadas. A continuación se relata la reprobación de Vortigern por Germán de Auxerre y las luchas de sus hijos Vortimer y Carntigern contra los hermanos bárbaros, que son finalmente derrotados y tanto Horsa el juto como Carntigern el briton mueren en la lucha. Tras un tiempo Vortimer muere, Hengist reúne sus tropas y ofrece la paz a Vortigern, y este acepta. El rey juto prepara una fiesta y en ella emborracha a los britanos y al grito de "Nimed eure Saxes!" los trescientos nobles britanos son pasados a cuchillo. Vortigern compra su libertad y huye a Dimetae (Cornualles). Germano es elegido jefe de los britones pero no puede evitar que los sajones se apoderen de Essex, Sussex y Middlesex y otras zonas. Sin embargo, a base de rezos, consigue que un gran incendio se produzca en el castillo de Vortigern, y en el mueran el rey britano y la hija de Hengist. Tras la muerte de Hengist su hijo Ochta le sucede.
Godofredo de Monmouth
Historia Regum Britanniae crónica pseudohistórica del siglo XII.
La obra de Godofredo de Monmouth es una fantasiosa recopilación de las leyendas galesas a las que añade abundantes detalles de su propia cosecha, las historias de Hengist y Horsa son simplemente una reescritura de la Historia Brittonum que alarga para poder enlazar con la historia del rey Arturo. La estructura de la historia es la misma, llegada de Hengist y Horsa, el contrato con Vortigern, la llegada de más sajones con la hija de Hengist, a la que Godofredo da el nombre de Rowena, la reprobación de los eclesiásticos por el matrimonio del rey con la pagana, el enfado de los hijos del rey, Vortimer y Carntiger, las luchas con los sajones y las muertes de Carntigern, Horsa y Vortimer. Y finalmente la traición de Hengist en el banquete, que el autor sitúa en Kaercarandane (Salisbury) y el asesinato de la nobleza britona. Posteriormente narra la retirada de Vortigern, sus consultas al mago Merlín, la larga profecía del mago, la elección de Aurelius Ambrosius como rey y las luchas de su hermano Uther Pendragon, que será el padre de Arturo.
Crítica actual

Los estudios actuales sobre el siglo V y VI en Gran Bretaña ponen en duda la veracidad y exactitud de los autores antiguos como Gildas y Beda, y más lejos aún de las reescrituras y recopilaciones de leyendas celtas de tiempos muy posteriores. La llegada de los anglo-sajones a las islas británicas según los datos arqueológicos no parece tan traumática como los autores describen, y se observa una gradual adaptación y la abundante presencia de matrimonios interculturales. Según las corrientes más actuales, los jutos (y con ellos anglos y sajones) entraron en Kent como foederati o laeti para defender los puertos de Kent o ayudar a la defensa de la isla frente a frisones, pictos o escandinavos llamados tal vez por el mismo Vortigern. La presencia de este tipo de tropas no era extraña en la Britania romana, y se conoce la presencia de otros grupos parecidos como fueron los anglos de Deywr o los de Lindisware. Posiblemente la llegada de los jutos coincidió con las guerras civiles britanas tras la retirada romana, los jutos tomarían partido por la facción pro-Vortigern (llamada pro-celta por algunos) frente al partido pro-Ambrosius (o pro-romana), significativamente los autores posteriores se alinean con Aurelius Ambrosius y presentan la figura de Vortingern como un traidor. Igualmente toda la leyenda sobre Hengist y Horsa podría ser una reelaboración del siglo VII, especialmente teniendo en cuenta que la dinastía reinante en Kent se llamaba a sí misma Oescingas (descendientes de Oesc, el primer rey del que hay datos históricos) y no Hengistings, la identificación de Oesc (cuyo reinado es conocido en el 540) abuelo de Ethelberto I con el Esc hijo de Hengist con el que reinaría desde el 455, daría una reinado de más de 80 años de dudosa credibilidad. Por lo tanto si la presencia de los jutos en Kent como federados puede ser muy posible durante el siglo V, la verdadera formación del reino no se completaría hasta mediados del siglo VI cuando Oesc ( y por tanto los Oescingas) llega al poder.

## Orígenes del nombre
El Reino de Kent se denominaba en inglés antiguo Cæntware, Cantware o Centware, que significa literalmente 'los que habitan Kent'. Tanto la denominación britónica Ceint, en la sajona, Cænt, la latina Cantia o la actual en inglés moderno Kent, se hace referencia a la tribu britona de los Cantiacos, los cuales son mencionados por el general romano César en su obra sobre la conquista de la Galia 

Ex his omnibus longe sunt humanissimi qui Cantium incolunt, quae regio est maritima omnis, neque multum a Gallica differunt consuetudine. (De todos sus habitantes, los más civilizados con mucho son los de Cantia, región marítima toda ella, y no discrepan mucho de las costumbres galas)
Julio César. La Guerra de las Galias

Tal nombre podría deberse a la palabra britona cantws o cantus que significa literalmente "borde" o "canto", a su vez esto sería una referencia a la situación de Kent en el borde suroriental de la isla de Gran Bretaña, el borde más cercano al continente europeo, y que como el propio César describe seía una región en su mayoría marítima o "bordeada" de costa.

## Geografía
Los límites del antiguo reino juto se han conservado a través del tiempo y por ello coinciden casi exactamente con los del actual condado inglés. Sin embargo la línea costera ha tenido algunas variaciones significativas en esos siglos. La más llamativa es el colmado del canal de Watsum, que separaba la isla de Thanet de Gran Bretaña, de este modo el río Stour desembocaba directamente en el mar. En el siglo VIII, Beda decía que el canal tenía 3 furlongs (600 metros) pero ya en 1550 el Thanet había dejado de ser una isla y el canal se convirtió en el río Watsum. Igualmente en la desembocadura del río Rother había en la antigüedad una zona de humedales y marismas por las que penetraba el mar y formaba diferentes islas como la de Oxney o la de Dungeness (las Romney Marsh o Marismas de Romney). Con los cambios de los bancos costeros y el drenaje artificial toda la zona se fue desecando y todas las islas se unieron en un solo territorio.

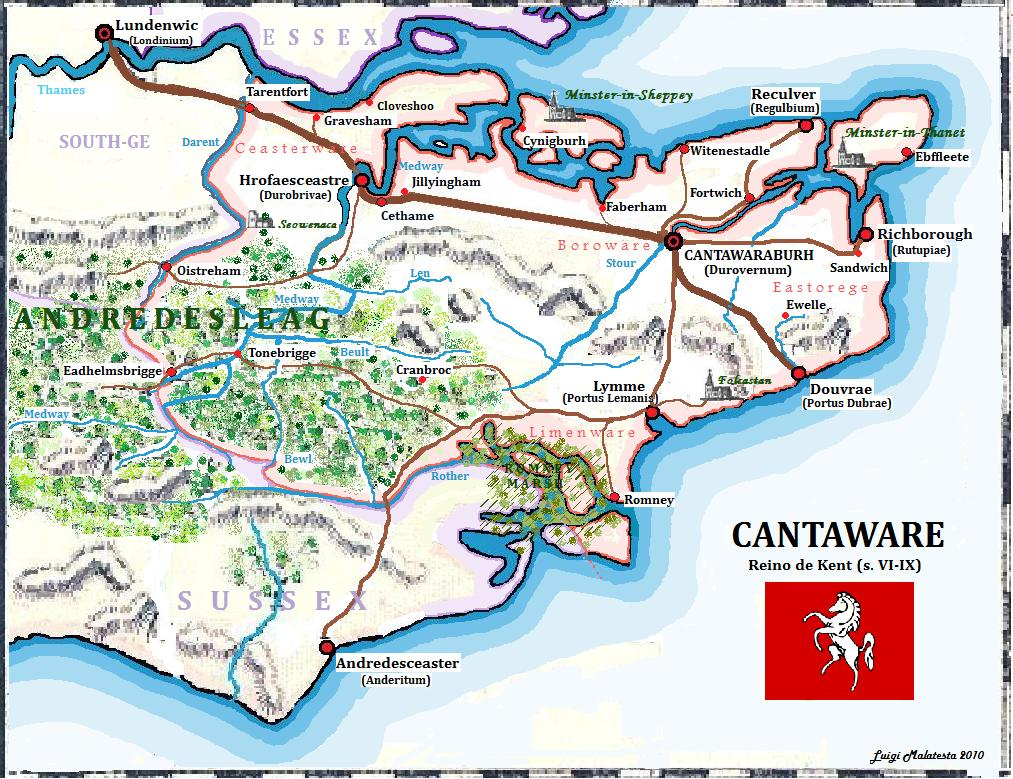
Mapa del Reino de Kent.

Al norte, el amplio estuario del Támesis separaba a Kent del reino sajón de Essex, y eran parte del reino la península de Hoo y sus marismas, la isla de Grain y la isla de Sceapige ( la actual isla de Sheppey). Al oeste, el río Darent hacía de frontera con los sajones de South-ge (la actual Surrey) y un poco más al sur se situaba la zona boscosa de Adredes Leag o Anderida Silva (actualmente The Weald), que hacía de frontera más o menos definida entre Kent y sus vecinos sajones del Reino de Sussex. Toda la costa sur es bañada por el Canal de la Mancha, que en ese tiempo era conocido con el nombre britón de Mor Prytaindd (Mar de Bretaña). El punto más cercano al continente se sitúa Dover, en lo que los ingleses llaman estrecho de Dover y los franceses paso de Calais. El paisaje de la costa es recordado por los hermosos acantilados de creta blanca, que dieron el primitivo nombre poético a Gran Bretaña de la isla de Albión.
La orografía del reino estaba caracterizada por las suaves colinas, que no sobrepasan los 200 metros de altura, el punto más alto del reino era Edythehelle (actual Ide Hill), en la zona del Andredes Leag con tan solo 250 m. sobre el nivel del mar.

## Población y localidades
No se sabe a ciencia cierta el tamaño del contingente juto que se estableció en Gran Bretaña, pero si se reconoce su integración pacífica con la población britano-romana preexistente, por lo que a los habitantes del reino se le conocerá sin distinguir su origen celta o germánico como los catwara, cæntish o Kentish, es decir 'la gente de Kent'. Hay que tener en cuenta que los britones de Ceint, eran posiblemente, los más romanizados de toda la isla y que de igual forma la civilización de los jutos era un poco más refinada que la de sus hermanos germánicos sajones y anglos. Por ello únicas diferencias significativas se observan en la zona oeste del reino, entre el Darent y el Medway, en la cual se asentaron algunos grupos sajones. En la zona juta predominaba en el derecho de tenencia de tierras el sistema del Gavelkind, en que las tierras se repartían entre todos los hijos, y no existían los derechos de primogenitura a diferencia del resto de los estados anglo-sajones. Las diferencias entre este-oeste se ahondaron con el establecimiento del obispado de Hrofaescaestre (Rochester) y el aumento de la presencia sajona, lo que llevó en los siglos VII y VIII a la formación del sub-reino de West-Kent.
El poblamiento de Kent está muy influido por la presencia de la vía romana que unía el Portus Dubris (Dover) con la ciudad más importante de Britania, Londinium (Londres), la vía conocida en el Itinerario Antonino de Britania como el ITER III. La calzada fue bien conservada y se denominaba Wæcelinga Stræt (posteriormente en inglés Watling Street), que significa "la vía pavimentada del pueblo de Wæcel", donde Wæcel puede que sea la forma sajona de foreigner (extranjero), es decir, "la carretera que lleva al extranjero".
La capital del reino se situó en la conjunción de esta vía con el río Stour, en la ciudad romana de Durovernum Cantiacorum, que significa "la fortaleza de los Cantiacos en la aliseda". Era la capital de los cantiacos y los romanos edificaron una ciudad que en el siglo III fue amurallada en un área de 130 acres (53 ha). Unos 100 años después de la retirada romana de la isla una comunidad juta posiblemente unida por lazos matrimoniales con habitantes locales se instaló dentro de la muralla Los jutos llamaron a la ciudad Cantwaraburh, que significa "La fortaleza de la gente de Kent". y que conocemos con su nombre actual de Canterbury. La conversión del reino al cristianismo hizo que la primera sede arzobispal se fijara en esta ciudad, y a pesar de todas las vicisitudes religiosas acaecidas en Inglaterra a lo largo de los siglos, el Arzobispado de Canterbury sigue siendo la cabeza de la Iglesia de Inglaterra.
La segunda ciudad del reino también está ligada a la vía romana, Hrofaescaestre (Rochester), "los defensores de la fortaleza del puente", era la Durobrivae romana y se encontraba en el paso de la Stræet por el río Medway, en ella se situó la segunda sede episcopal del reino de Kent. Otras ciudades importantes eran los propios puertos a los que llevaba la calzada romana, Doubris/Dover (Portus Dubris), Reculver (Regulbium), Lympne (Portus Lemanis) y Richborough (Rutupiae), todos pertenecientes al Litus saxonicum conjunto de fortalezas defensivas de la época romana.
Se conocen los nombres que adoptaron determinados grupos de colonizadores jutos que se identificaban a sí mismos con el centro territorial del lythe (los iniciales cantones administrativos del reino). Esta organización sugiere que los jutos perpetuaron el patrón gubernamental de la administración romana. También se puede llegar a concluir que estos iniciales lithes serían asentamientos semiindependientes con sus propios derechos, que muy lentamente llegaron a estar bajo control central del reino:
- Boroware: Es el grupo de los colonizadores alrededor de Durovernum Cantiacum (Canterbury).
- Limenware: Grupo asentado en torno a Port Lemanis, Limin-ge sería la "región de Limen", Limenware, "la gente de Limen".
- Eastorege: El nombre de la moderna Eastry cerca de Sandwich proviene de Eastore-ge, "la región del Este". Este nombre se ve escrito en un fuero del 811.
- Ceasterware: Simplemente "la gente del fuerte", los asentados en Hrofesceaster.

## Historia

### SiglosVyVI. Los oscuros comienzos
El primer evento concerniente al Reino de Kent que podemos datar históricamente es la llegada de la Misión gregoriana al reino en 597, la expedición enviada por el papa Gregorio Magno y encabezada por el monje benedictino Agustín (posteriormente Agustín de Canterbury). Entre la supuesta fecha de la llegada de Hengist en el 449 y la llegada de los monjes no tenemos datos fiables sobre el reino, apenas unas cuantas genealogías contradictorias entre sí.

This Ethelbert was the son of Irminric, whose father was Octa, whose father was Orric, surnamed Oisc, from whom the kings of Kent are wont to be called Oiscings.
Beda. Ecclesiastical History of the English Nation..

hengist genuit octha, genuit ossa, genuit eormoric, genuit ealdbert, genuit ealdbald, genuit ercunbert, genuit ecgberth.
Nennio. Historia Brittonum.

A.D. 488. This year Esc succeeded to the kingdom; and was king of the men of Kent twenty-four winters.
A.D. 552. In this year Ethelbert, the son of Ermenric, was born, who on the two and thirtieth year of his reign received the rite of baptism, the first of all the kings in Britain.
A.D. 616. This year died Ethelbert, king of Kent, the first of English kings that received baptism: he was the son of Ermenric. He reigned fifty-six winters, and was succeeded by his son Eadbald.
The Anglo-Saxon Chronicle.

Se sabe con más o menos seguridad que el acceso al trono de Ethelberto I fue en el año 589, por lo tanto la cronología de los primeros reyes de Kent podría ser:
- Horsa (449-455) Rey legendario, junto a Hengist líder del ejército juto, según Las Crónicas anglo-sajonas (ASC), murió en la batalla de Aylesford. Horsa significa 'caballo'
- Hengist (449-488) Rey legendario, líder de las tropas invasoras, que según las ASC muere en el 488. Su nombre significa 'semental'
- Oisc (488-502) Rey legendario hijo de Hengist, según las crónicas reinó 24 años desde la muerte de su padre. Identificado con Oisc, Æsc, Orric, Ossa, Oeric, Eibissa. Los autores antiguos le quieren hacer el fundador de la dinastía de Kent aunque todo resulta bastante sospechoso desde la congruencia histórica, y más bien una reconstrucción pseudohistórica para dar legitimidad a la familia real de Kent del siglo VII. Su nombre está relacionado con Ask, el Adán de la mitología nórdica. Según la fuente, puede ser padre o hijo de Octha.
- Ochta (502-540) Rey desconocido, supuestamente hijo o padre e incluso hermano de Oisc. Nennio es el único que lo nombra, haciéndole hijo de Hengist y padre de Oisc/Ebissa(Ossa), pero el autor es ya del siglo IX. Posteriormente Godofredo de Monmouth le inventa una interesante historia de sus luchas en el norte, carente de cualquier rigor histórico.
- Eormenrico (540-589) Ermenric, Eormoric, Irminric, es el primer rey histórico de Kent. Gregorio de Tours, historiador contemporáneo suyo, habla de la boda de su hijo Ethelberto y Bertha, la hija del rey franco Cariberto I de París, se refiere a Ethelberto como "Canthia regis filius",[27] es decir, "hijo del rey de Kent", y por lo tanto Eormenrico es reconocido con tal título.

Aunque pocas son las referencias escritas sobre Kent en ese tiempo, las pruebas arqueológicas encontradas en las tumbas de la época, nos hablan de un período de relativa tranquilidad y prosperidad en Kent. Los asentamientos jutos de Kent se ven cerrados por el avance de los sajones a lo largo del valle del Támesis y en la costa sur de Britania por lo que encerrados en su territorio vuelven sus miradas al comercio con el continente, hacia sus tierras de origen (sur de Jutlandia y Frisia) y también hacia los nuevos dominios francos. Si las tumbas del siglo V halladas en Kent son de una relativa pobreza, durante el segundo cuarto del siglo VI se da un cambio radical, se encuentran enterramientos con ricos ornamentos incluidos objetos de lujo de origen franco (broches con rosetas, pájaros o con granates engarzados), lo que demuestra unas cosmopolitas relaciones entre las gentes de Kent, las de Jutlandia y los francos. En contrapartida se da también un significativo aumento de la actividad manufacturera de Kent, cuya orfebrería (incluidos objetos de oro) es reconocida en el continente, y que se llega a encontrar en áreas del sur del reino franco, como el Charente. La relación matrimonial entre merovingios y oiscingas no sería por tanto el inicio de una apertura de Kent hacia la política europea, sino más bien la culminación o al menos la profundización de la misma. En resumen, los siglos V y VI son para Kent el paso de un conjunto de grupos colonizadores llegados como federados a la formación, integración y auge de un reino que en el siglo siguiente se convertiría en hegemónico en la zona

### SigloVII. Apogeo 590-673
- Ethelberto I (590-616)
- Eadbaldo (616-640)
- Eorcenberto (640-664)
- Egberto I (664-673)

El reinado de Ethelberto I, el Santo coincide con el periodo de mayor auge del Reino de Kent, no solo porque el rey ostentara el título de bretwalda, sino que además el propio Ethelberto ejerció cierto dominio señorial sobre los reinos sajones vecinos de Essex, Sussex, Middlesex y South-ge, así como en el reino anglo de Estanglia. Según la ASC no consiguió esta posición dominante sin lucha, pues tuvo que enfrentarse a Ceawlin de Wessex y a su hermano Cutha, aunque las fechas son inciertas y en el texto se dice que Ethelberto tuvo que refugiarse en Kent, esta situación no concuerda que la realidad posterior, posiblemente se deba a que las ASC están escritas desde el punto de vista de los de Wessex, mucho tiempo después.
La Misión gregoriana del 597, encabezada por benedictino Agustín es el primer hecho importante de su reinado, y aunque aparentemente era un intento de evangelización de un reino pagano se le puede ver un trasfondo político de mayor magnitud. Es innegable que el cristianismo era bien conocido en Kent, y aunque el rey fuera pagano una gran parte de sus súbditos britanos eran cristianos, sin embargo, posiblemente se adcribirían al cristianismo celta que desde Iona extendió sus misiones por toda Britania, la misión agustina sería un intento del papa Gregorio Magno de aumentar la influencia romana en las islas. El Papa había enviado con Agustín una carta a Ethelberto (al que llamaba Rey de los Anglos), y apelaba a la intermediación de los reyes francos para el buen fin de la misión, conociendo la relación del rey de Kent con la familia de Cariberto de París.

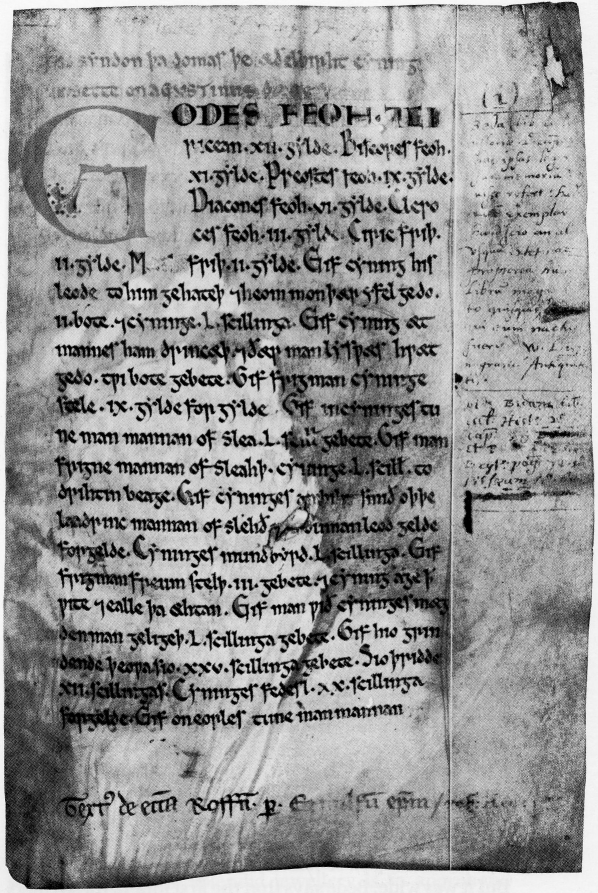
Manuscrito del conocido como Textus Roffensis, Rochester (Kent).

 Los monjes romanos fueron bien recibidos y se le permitió predicar sus doctrinas, permitió la fundación del Obispado de Canterbury, e incluso (por la posible insistencia de su esposa) Ethelberto se convirtió al cristianismo romano en fecha imprecisa de principios del siglo VII. De este modo el rey de Kent se erigió como el campeón de la causa romana en Inglaterra, y a continuación se establecieron nuevos obispados en Rochester y Londres. Por influencia de Ethelberto también el rey de Essex, su sobrino Saeberto, hijo de su hermana Ricola, se convirtió al cristianismo, así como, aunque de manera parcial el rey de Estanglia, Redvaldo.
Hacía el 603, Ethelberto promulgó un conjunto de leyes que es el código más antiguo escrito en cualquier lengua germánica y casi con toda certeza sería uno de los primeros documentos escritos en lengua anglosajona. El único manuscrito primitivo que ha sobrevivido, conocido como Textus Roffensis, data del siglo XII y se encuentra en Kent Archives Office, en Maidstone. Las leyes se preocuparon por ajustar y aplicar las penas debido a infracciones en todos los estamentos de la sociedad, en este sentido es un código innovador pues todas las acciones tienen estipulada una multa en dinero lo que evitaba el uso de venganzas y duelos. El rey tenía un interés económico en que se aplicaran las leyes, ya que parte de las multas recaudadas eran para él, igualmente si los delitos eran delante del rey las multas se doblaban.
Según Beda Ethelberto murió el 24 de febrero de 616 y la ASC corrobora ese año, fue sucedido por su hijo Eadbaldo, aunque es posible que Ethelberto tuviera otro hijo, Aethelwald, en una carta papal a Justo, arzobispo de Canterbury se hace referencia a un rey llamado Aduluald. No hay acuerdo si este "Aduluald" podría ser indicativo de la existencia de otro monarca, tal vez un rey auxiliar de Kent occidental o podría ser simplemente un error de un escribiente y se referiría al mismo Eadbaldo (Ædbald).

Eadbaldo era pagano, Beda afirma que se había convertido pero volvió a sus creencias paganas. Tras la muerte de Bertha, la madre franca y cristiana de Eadbaldo, su padre se casó con una pagana, que se casó a su muerte con el propio Eadbaldo lo que era contrario a las costumbres de la Iglesia romana, y ello debió ser la razón para rechazar el bautismo. Saeberht de Essex también murió en aquel tiempo y fue sucedido por tres hijos, ninguno de ellos cristiano, así que la posición de la iglesia romana sufrió un duro revés. lo que significaría una "reacción pagana" frente a la cristianización. El obispo de Londres, Melito, es expulsado de Essex en el 616 y desaparece el obispado, ese mismo año Justo deja el obispado de Rochester y marca con Melito al Reino de los Francos, solo queda Lorenzo en su sede de Canterbury. La muerte de Lorenzo de Canterbury en el 619 hace que Melito y Justo vuelvan a Inglaterra, dónde el primero es nombrado obispo. En el año 624 se produce el fin de la reacción pagana, no está clara la cronología exacta de los hechos, aunque en resumen estos fueron: la muerte de Melito sucedido por Justo en Canterbury, la conversión de Eadbaldo, no se sabe muy bien si gracias a Melito o a Justo, se llega a un acuerdo para la boda de la hermana de Eadbaldo, Ethelburga, con Edwin rey de Deira y Bernicia, igualmente ese año aunque en fecha imprecisa el rey se casa con la princesa franca Ymme ( o Emma). La posición de la iglesia se hace más fuerte cuando Paulino que acompaña a Ethelburga al norte, convierte a Edwin y funda en el 626 el obispado de York.

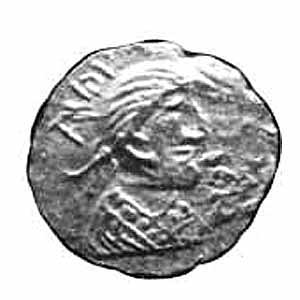
Thrymsa de oro, anverso. Busto de Eadbaldo AVDV[ARLD REGES]

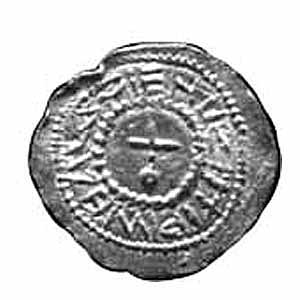
Thrymsa de oro, reverso. Cruz en un globo. Inscripción circular +IÞNNBALLOIENVZI

Eadbaldo llevó una inteligente política familiar aumentando los lazos con los otros reinos anglo-sajones sin olvidar las relaciones con los francos. Mantuvo las relaciones con el norte por la boda de su sobrina Eanfleda con el rey Oswiu de Bernicia, su hijo Eorcenberto se casó con Seaxburga hija del rey Anna de Estanglia, y la hija de estos, Hermenegilda se casó con Wulfhere de Mercia. También su nieta Eafa, hija de su otro hijo Eormenredo se casó con Merewalh, rey de los Magonsaete. Aunque el reino de Kent en tiempos de Eadbaldo no tenía ya el poderío del tiempo de su padre, conservó un papel central en la política de Britania, permaneció como la sede más importante de la iglesia en la isla y acaparaba las líneas comerciales con el continente. Aunque las monedas tal vez fueran introducidas en el reinado de Ethelberto I, las más antiguas que se conservan son de Eadbaldo. Son monedas de oro llamadas "shillings" (scillingas en inglés antiguo, chelines) que eran mencionadas en el código de Ethelberto, esta monedas son conocidas entre los numismáticos como "thrymsas".
Eorcenberto sucedió a su padre a pesar de que era el hijo menor, sin embargo en algunas fuentes se cita también a su hermano mayor Eormenredo, lo que a algunos estudiosos les hace suponer que reinaron conjuntamente o que el hermano mayor fue “sub-rex” en Kent Occidental. Durante su reinado, aunque Kent iba perdiendo paulatinamente su posición privilegiada, al menos consiguió mantenerse al margen de la guerras entre Mercia y Northumbria en la convulso reinado de Penda, el último rey pagano de la heptarquía, y continuaron ejerciendo el control sobre el comercio con el continente.
La sucesión de Eorcenberto está relatada en la llamada Þá hálgan, Eormenredo casado con Oslafa tenía una hija mayor, Domne Eafe (Santa Domneva), dos hijos Ethelberto y Ethelredo, y otra hija Eormengyth. A su muerte los hijos quedaron al cuidado de su tío, Eorcenberto, casado con Sexburga de Ely (Sta. Seaxburga de Ely), que tenía a su vez dos hijos Egberto y Clotario, el primero de los cuales sucedió a su padre. La leyenda cuenta que para allanarse el camino al trono, mandó asesinar a sus primos, (convertidos de este modo en santos mártires), Domne Eafe exigió una compensación a Egberto, y este aceptó donar tierras a su prima en concepto de wergeld en la isla de Thanet, en ellas se fundó un monasterio (Minster-in-Thanet) en honor de los dos mártires, monasterio homólogo al que habría fundado su tía Seaxburga en la isla de Scéapíge (Minster-in-Sheppey).
El reinado de Egberto I fue el último periodo de tranquilidad de Kent, que pronto se vería inmerso en las luchas por le hegemonía de la isla entre sus belicosos vecinos sajones de Wessex y anglos de Mercia. En apariencia Egberto debió subir al trono muy joven ya que hay constancia de que su madre Seaxburga fue regente durante un tiempo. Al igual que sus antecesores conservó unas buenas relaciones diplomáticas y eclesiásticas, ayudando en las necesidades de los obispados de Canterbury y York.

### SigloVII. El fin de los Oiscingas 673-725
- Hlothhere (673-685)
- Eadrico (685-686)
- Whitredo (690-725)

Cuando Hlothhere sucede a su hermano, los reinos de Mercia y Wessex empiezan a incrementar su poder a costa de sus vecinos más débiles. En el 676 Kent entra en conflicto con Etelredo de Mercia, no se conocen exactamente las causas aunque se piensa que pudiera ser por el interés de Mercia en tomar el control de South-ge (Surrey) territorio vinculado a Kent Occidental, o tal vez porque deseara vengar la muerte de los hijos de Eormenredo, ya que su familia estaba vinculada a ellos. El ejército de Mercia devastó el territorio de Kent Occidental y destruyó Hofraceaster (Rochester), forzando a Clotario a aceptar el dominio de Mercia sobre su reino. Junto a Clotario reina también su sobrino Eadric, hijo de Egberto I, como atestigua el código de leyes rubricado por ambos conjuntamente. La duración del reinado conjunto nos es desconocida aunque se sabe que Eadrico fue forzado a huir a Sussex desde donde, en 685, y ayudado por los sajones invadió Kent y venció a su tío en batalla, en la que este murió.
Tampoco duró mucho Eadrico ya que Caedwalla de Wessex invadió el reino en el 686 y puso en el trono a su propio hermano Mul. La presencia de un rey ajeno a los Oiscingas provoca una revuelta en el 687, en ella Mul y doce sajones más de su séquito son muertos y quemados, en venganza Caedwalla arrasa de nuevo Kent. Entre los años 687 y 690 se proclaman varios reyes, de los cuales tenemos charters fidedignos, de Suebhardo, de Suaberto, de Oswine y que reinaron al mismo tiempo. Suaberto y Suebhardo, hijos de Sebbi de Essex, parece ser que reinaron en el oeste mientras en el este Oswine (de una rama lateral de los Oiscingas) y hacia el 690 sube al trono Withredo, hijo de Egberto I y hermano de Eadrico.
Con Withredo, Kent tiene de nuevo un relativo periodo de calma, según Beda fue un rey legal que “recuperó la nación de las invasiones extranjeras con devoción y diligencia”. Inicialmente gobernó conjuntamente con Suaberto, que continuaba dominando el Kent Occidental hasta su muerte en el 694. Ese mismo año consigue la paz con el rey sajón Ine de Wessex, pagando treinta mil monedas (posiblemente sceattas) en concepto de wergeld por la muerte de Mul, así como la cesión de territorios en la frontera occidental.
Withredo promulga el tercer código de leyes de Kent (tras los de Ethelberto I y Clotario/Eadrico) y parece ser que lo hizo en colaboración con Ine de Wessex, ya que ambos reyes llegaron a un acuerdo amistoso de paz y deseaban restablecer la autoridad real en ambos reinos tras el convulso periodo de sus antecesores. Muestras de esta colaboración es el uso del término sajón para noble, “gesith” en lugar de su homólogo juto “eorlcund”. El código de leyes daba notables privilegios a la Iglesia así como la eximía de pagar tasas, también ponía las compensaciones por daño a la Iglesia y sus miembros al mismo nivel que las de los reyes.
A la muerte de Withredo en el 725 le sucedieron tres hijos Ethelberto II, Eadberto I y Elfrico. La cronología de sus reinados no está del todo clara, aunque hay evidencias de sus reinados. Sin embargo la muerte de su padre y la marcha de Ine de Wessex a Roma, permitió que Ethelbaldo de Mercia tomara el control de todo el sur de Inglaterra.

### SigloVIII. Bajo dominio de Mercia 725-825
- Ethelberto II (725-762)
- Egberto II (765-779)
- Ealmundo (784-786)
- Eadberto III Praen (796-798)

Ethelberto II de Kent debía ser el hijo mayor y habría sido en principio el que dominara a sus hermanos y que sobrevivió a ambos. De Elfrico se sabe poco, incluida la fecha de su muerte y se duda de que llegara a reinar. De Eadberto I se conoce algo más, reinó hasta su muerte en el 748 posiblemente como “sub-rex” de su hermano en Kent Occidental, en donde fue sucedido por su hijo Eardwulf.
Ine de Wessex fue una figura notable en la política de la Heptarquia y junto a Whitredo había conseguido mantener alejadas las ansias expansionistas de los belicosos reyes de Mercia. En el 726 decide abdicar y viajar en peregrinación a Roma; su marcha dejó un gran vacío en el sur de Inglaterra, y en Wessex los distintos pretendientes al trono comenzaron sus litigios; los reinos de Sussex y Kent defendidos por el gran rey sajón perdieron su protección. Ethelbaldo de Mercia comenzó a inmiscuirse en los asuntos de Kent, aunque no hay una evidencia clara de la soberanía de Mercia sobre Kent, si encontramos abundantes indicios en “charters” del copatrocinio de Ethelbaldo en muchas iglesias del reino juto, y hacia mediados del reinado de Ethelberto II parece que el dominio de Mercia es evidente. En el Diploma de Ismere, Ethebaldo se le nombra como “Rex Brittaniea” (no solo de Mercia sino de todas las provincias del sur de Inglaterra) lo que indica una clara hegemonía de rey de Mercia.
A la muerte de Ethelberto II en el 762, Kent entra en una situación inestable, su hijo Eadberto II (aunque no se está muy seguro de ese parentesco) parece ser que reina algunos años junto (o en oposición) a Sigeredo del que se desconoce su procedencia, también es oscuro el origen y posible reinado de Eanmundo del que se conoce su nombre por estar agregado a un “chárter” de Sigeredo. Lo mismo ocurre con Heaberto conocido por ser nombrado en documentos de otros reyes. Offa de Mercia se aprovechó de esta inestabilidad y ya en el 764 hay un documento en el cual Offa garantiza tierras en su propio nombre, es decir como si ejerciera el mismo el gobierno de Kent.
Egberto II de Kent representa el último intento de independencia de Kent, de origen desconocido, se cree que accedió al trono el año 765, intentó mantener el reino o parte de él independiente de Mercia y se sabe que las tropas de Kent se enfrentaron a los mercianos en la batalla de Otford en el 776 en la frontera occidental del reino y al parecer consiguieron vencer conservando su independencia algunos años más, al menos hasta el 779 en el que está fechado el último documento conocido de Egberto II. De todos modos los datos sobre este periodo son bastante confusos y los historiadores no se ponen de acuerdo en el estatus de Kent respecto a Mercia, si fue conquistado en parte o totalmente, si Offa de Mercia ejerció el poder directamente o utilizó algún sub-rex. Aumenta esta confusión la presencia de un fuero de Ealmundo fechado en el 784, seguida un año después de otro fuero en este caso del propio Offa. Ealmundo es identificado como hijo de Eafa de Wessex (descendiente de la casa real de Wessex) casado con una princesa de Kent. Ealmundo sería pretendiente al trono de Wessex en el que estaba Beorhtric, un rey puesto por Offa, que estaba exiliado en Kent con su hijo Egberto, que posteriormente restauraría la dinastía.
Entre el 786 y 796 se considera que Offa ejerció el poder real y que Kent se convirtió en una provincia de Mercia, pero a su muerte, estalló una revuelta que independizó a Kent bajo el mando de Eadberto III Praen, que había estado exiliado en el reino franco y recibió ayuda del propio Carlomagno. Eadberto III destituyó a Ethelardo del arzobispado de Canterbury por sus apoyos a Offa y Coenwulf, rey de Mercia al ver peligrar su influencia escribe al papa León III para que traslade la sede del arzobispado de Canterbury a Londres (dentro de los dominios de Mercia). El papa no rechaza la petición de Coenwulf, pero a cambio, y por mediación de Ethelardo, excomulga a Eadberto III lo que legitima a Coenwulf para invadir Kent y destronar al rey. Los mercianos invaden de nuevo Kent, y capturan a Eadberto III, al que ciegan y le cortan las manos, y al igual que hicieran en Wessex, entronizan un rey cliente llamado Cuthredo que gobernará Kent en nombre de Coenwulf hasta el 807.
Entre el 807 y el 823 Kent es regido directamente por los reyes de Mercia, que asumen también el título de reyes de Kent (Coenwulf 807-821 y Ceolwulf 821-823), y nos es conocido el nombre de Baldred como virrey de Kent durante el reinado de Beornwulf de Mercia.
El periodo de dominio merciano sobre Kent tiene importantes repercusiones sobre la organización de la Iglesia en Inglaterra. Offa había intentado disminuir el poder arzobispal de Canterbury e intentó crear el Arzobispado de Lichfield en su propio territorio, de forma que Inglaterra quedara dividida en tres arzobispados, Canterbury, York y Lichfield. La medida tenía una doble intención, por un lado elevar la importancia de Mercia y el prestigio de su rey frente a Northumbria y Kent, que aunque de monarquías más débiles, ostentaban el poder eclesial y, por otro lado, disminuir la influencia carolingia en Inglaterra, ya que Canterbury y Kent estaban apoyados desde hacía tiempo por los emperadores francos. En el concilio de Chelsea del 787, presidido por Offa, se decide hacer la división y en el 788 Higeberto recibe el palio del papa Adriano I. Canterbury retiene la subordinación de los obispados de Winchester, Sherborne, Selsey, Rochester, y Londres, mientras las diócesis de Worcester, Hereford, Leicester, Lindsey, Dommoc y Elmham son transferidas a Lichfield. El arzobispo de Canterbury Jænberht y gran parte del clero del sur de Inglaterra no aceptan la medida y se mandan continuas peticiones a los papas para restablecer la situación anterior. La rebelión de Kent tras la muerte de Offa hace que Cenwulf su sucesor pierda el control de Canterbury e intenta sacar adelante un proyecto más audaz, reunir los dos arzobispados en Londres situada en Middlesex territorio más neutral pero dependiente del rey de Mercia, y restablecer en el arzobispado a Ethelhardo, arzobispo de Canterbury expulsado de Kent por Eadberto III por sus simpatías pro mercianas. El papa León III se niega a tal arreglo, pero permite a Coenwulf la invasión y destronamiento de Eadberto III Praen al que excomulga. En el V concilio de Clovesho en el 803 se hace pública la decisión de suprimir Lichfield y dar el patronazgo de Canterbury a los reyes de Mercia. Sin embargo, las disputas entre el rey de Mercia y el arzobispo de Canterbury, Wulfred, continuaron respecto al control de los monasterios, sobre todo el de Reculver y el de Minster-in-Thanet.

### SigloIX. Bajo dominio de Wessex 825-865
La importancia de Kent en la política general de la Heptarquía se pone en evidencia en los títulos reales, Coewnulf, aun siendo el rey de todo el sur de Inglaterra, firma normalmente los documentos como Ceolwulf rex Merciorum vel etiam Contwariorum (rey de Mercia y Kent), el control de la sede de Canterbury parece imprescindible para la legitimidad del rey hegemónico. La muerte de Beorhtric y la subida al trono de Egberto en Wessex, apoyado por Carlomagno y quizás también por el papa, pone en peligro la posición de Mercia. Egberto es descendiente de las casa reales de Wessex y Kent (es hijo de Ealmundo rey entre 784 y 786) y por lo tanto legítimo aspirante al trono de Kent. El poderoso Cenwulf, que reclamaba el título de “Emperador” controló Kent durante su reinado, pero a su muerte en 821 le sucedió su hermano Coelwulf I, rey débil que rápidamente fue destronado por Beornwulf en el 823, que intentará restablecer el dominio merciano sobre la Heptarquía. El enfrentamiento entre Mercia y Wessex era inevitable y finalmente se dio en la batalla de Ellandum del 825, para algunos historiadores “Una de las batallas más decisivas de la historia de Inglaterra” (Frank Stenton). No hay acuerdo de quien fue el agresor, pero Egberto finalmente fue el vencedor, inmediatamente su hijo Ethelwulfo ataca Kent y expulsa al rey pro-merciano Baldred. Igualmente los reinos sajones de Sussex y Essex se rebelan y proclaman a Egberto como rey. Athelstano, toma el poder en Estanglia y declara su independencia, en la batalla contra los sublevados muere Beornwulf. Las tropas de Wessex invaden Mercia posteriormente y hacen huir al nuevo rey Wiglaf en el 829, y también recibe la sumisión de Eanred de Northumbria.
Aunque el dominio de Egberto de los reinos del norte y de Estanglia no fue permanente, en el sur Sussex, Kent, Surrey y parte de Essex permanecieron a partir desde ese momento en la zona de influencia de Wessex. Con estos territorios unidos se consolidó un subreino, del cual Ethelwulfo, hijo de Egberto fue proclamado rey. Siguiendo la tradición de Kent, cuando Egberto muere en el 839, Ethelwulfo sube al trono de Wessex y deja a su hijo mayor Athelstano el gobierno del subreino (llamado reino de Kent a pesar de que comprendía también Sussex, Essex y Surrey).
El recién creado reino de Kent debe hacer frente a un nuevo problema, a partir del 850 los ataques vikingos a las costas inglesas se hacen más habituales, en el 839 Egberto había conseguido vencer a una expedición vikinga y les mantuvo alejados un tiempo. Pero en el 851 una flota de 350 barcos vikingos atacó en el estuario del Támesis, saquearon Canterbury y se dirigieron a Londres, la cual saquearon también. Ethelwulfo frente a las tropas de Wessex, junto a su hijo con el ejército de Kent consiguieron vencer a los nórdicos en Acleah, posiblemente Ockley en Surrey o Oakley en Berkshire, alejando por un tiempo el peligro de invasión vikinga.
En el 855, Athelstano murió y su padre Ethelwulfo decide peregrinar a Roma dejando el gobierno de sus hijos, Ethelbaldo recibió el reino principal de Wessex y Ethelberto (en Kent Ethelberto III) recibe Kent, Sussex y Essex. La vuelta del rey de su peregrinación en el 856 produce una crisis, incluso algunos historiadores hablan de guerra civil, aunque parece ser que Athelstano se retiró al este y gobernó junto Ethelberto en Kent.
En el 860 un ejército vikingo desembarca cerca de Winchester, la capital de Wessex, y fue rechazada por un ejército apresuradamente reunido, en la batalla Ethelbaldo muere.
Ethelberto III se proclama rey de todo el reino de Wessex y Kent a partir de ese momento compartirá la historia del reino sajón.

## Reyes de Kent
| Reino                     | Rey                                      | Charter | Notas |
| ------------------------- | ---------------------------------------- | --- | --- |
| 449-488?                  | Hengest (Hengist)                        | No | Rey legendario |
| 449-455 ?                 | Horsa                                    | No | Rey legendario |
| Dinastía de los Oiscingas |                                          | | |
| 488-502 ?                 | Oisc (Oesc, Æsc, Esc, Eibissa)           | No | Rey legendario |
| 502-540 ?                 | Octa (Octha)                             | No | Rey legendario |
| 540-587                   | Eormenric (Ermenric, Eormoric, Irminric) | No | Primer rey con constancia histórica                                                                                                   |
| 587-616                   | Ethelberto I (Æðelberht I)               | No genuinos | Bretwalda (590-616) |
| 616-640                   | Eadbaldo                                 | No genuinos | |
| ?                         | Ethelwaldo (Æðelwald)                    | No | Posiblemente no existió |
| 640-664                   | Earcomberto (Eorcenberht)                | No | |
| ?                         | Eormenredo (Eormenred)                   | Irminredus | Posiblemente sub-rey en Kent Occidental                                                                                               |
| 664-673                   | Egberto I (Ecgberht I)                   | No | |
| 673-685                   | Clotario (Hlothhere)                     | Lotharius rex Cantuariorum Lotharius rex Cancie Clotharius | |
| 685-686                   | Eadric (Eadric)                          | Eadricus rex Cantuariorum Ædricus rex | Durante el reinado de Clotario en Kent Occidental 673-?                                                                               |
| Interregno                |                                          | | |
| 686-687                   | Mul                                      | Mulo rege regnum Cantie | Hermano de Caedwalla de Wessex |
| 687-692                   | Suebhardo (Swæfheard)                    | Suebhardus rex Cantuariorum Sueaberdus rex Cantie | En Kent Occidental, hijo de Seberto, rey de Essex                                                                                     |
| h.689                     | Sueberto (Swæfberht)                     | Suebertus rex Cantuariorum, Gabertus | En Kent Occidental, hijo de Seberto, rey de Essex                                                                                     |
| 687-690                   | Oswine                                   | Oswinus rex Cantuariorum Oswynus rex Cantie | En Kent Oriental. No Oiscinga |
| Dinastía de los Oiscingas |                                          | | |
| 690-725                   | Wihtredo (Withred)                       | Wihtredus rex Cantie Wythredus rex Cantuariorum Wihtredus rex Cantuariorum | |
| 725?                      | Elfrico (Ælfric)                         | No | Posiblemente no llegara a reinar |
| 725-748                   | Eadberto I (Eadberht I)                  | Eadbertus rex Cantuariorum terram dimidii Ædbeortus rex Cantie | en Kent Occidental |
| 725-762                   | Ethelberto II (Æðelberht II)             | Æthilberhctus rex Cantie Athelbertus rex | |
| ?                         | Eardulfo (Eardwulf)                      | Earduulfus rex Cantuariorum Eardulfus rex Cantiae | en Kent Occidental |
| Dominio de Mercia         |                                          | | |
| h 762                     | Eadberto II (Eadberht II)                | Eadberht rex Cantiae Ædbertus rex Eadbertus rex Cantie | Posible hijo de Ethelberto II |
| 725?                      | Sigeredo (Sigered)                       | Sigiraed rex Cantiae Sigeredus rex dimidie partis prouincie Cantuariorum | No Oiscinga. En Kent Occidental |
| ?                         | Eanmundo (Eanmund)                       | Eanmundus rex | No Oiscinga |
| 764-765 ?                 | Heaberht (Heaberth)                      | Heaberhtus rex Cantie Heaberhtus rex | No Oiscinga |
| 765-779                   | Egberto II de Kent (Ecgberht II)         | Ecgberhtus rex Cantie Egcberht rex Cantie | Independiente de Mercia. Batalla de Otford 776                                                                                        |
| 779?-786                  | Ealmundo (Ealhmund)                      | Ealmundus rex Canciæ | Descendiente de la casa real de Wessex y una princesa de Kent                                                                         |
| 779?-786                  | Offa                                     | | Rey de Mercia 757-796 |
| 796-798                   | Eadberto III Praen (Eadberht Præn)       | No | Destronado y cegado por Coenwulf de Mercia                                                                                            |
| 798-807                   | Cuthred (Cuðred)                         | Cuthredus Rex Cantiae Cuðredus rex cantwariorum | Hermano de Coenwulf de Mercia. Sub-rex                                                                                                |
| 807-821                   | Coenwulf (Cœnwulf)                       | Ceonulfus Christi gracia rex Merciorum atque provincie Canci | Rey de Mercia 796-821 |
| 821-823                   | Ceolwulf de Mercia (Ceolwulf)            | Ceolwulf rex Merciorum vel etiam Contwariorum | Rey de Mercia 821-823 |
| 823-825                   | Baldred (Ceolwulf)                       | | Sub-rex |
| Dominio de Wessex         |                                          | | |
| 825-839                   | Egberto III (Ecgberht III)               | Ecgberht rex occidentalium Saxonum necnon et Cantuariorum | Hijo de Ealmundo. Rey de Wessex 802-839                                                                                               |
| 825-839 856-858           | Ethelwulfo (Æðelwulf)                    | Æðeluulf rex Cantrariorum, Æthelwolf gratia Dei rex Kanciae Aetheluulf gratia Dei rex occidentalium Saxonum seu etiam Cantuuariorum Eðeluulfus rex Occidentalium Saxonum necnon et Cantuariorum | Con su padre Egberto, sub-rey en Kent, Sussex y Surrey. Peregrinación a Roma 855 Vuelve a Kent & Sussex 856-858 Rey de Wessex 839-855 |
| 839-851                   | Athelstano                               | Edelstan rex Kancie | |
| 851-865                   | Ethelberto III (Æðelberht III)           | Aeðelberht rex, Eþelbearht rex, Eðelbearht rex Æthelbertus occidentalium Saxonum necnon et Cantuariorum rex Aeðælberht rex Occidentalium Saxonum seu Cantuariorum                               | Rey de Wessex 865-871 |
| 866-871                   | Ethelred (Æðelred)                       | Eðelred rex occidentalium Saxonum . non et Cantwariorum Aeðered rex Occidentalium Saxonum necnon et Cantuariorum                                                                                | Rey de Wessex 866-871 |
| 871-899                   | Alfredo el Grande (Alfred)               | ÆLFRED ÆÞELVVLFING ÐE GREAT VVESTSEAXNA CYNING ÆLFRED MAGNVS REX SAXONVM OCCIDENTALIVM | Primer rey de todos los Anglo-Sajones                                                                                                 |